# Revista de Estudos Criminais
A Revista de Estudos Criminais  (REC)  é um periódico brasileiro especializado em direito penal, processo penal, criminologia, política criminal e história do direito penal.

## História
Sua criação foi idealizada pelos egressos do Programa de Pós-Graduação em Ciências Criminais da Pontifícia Universidade Católica do Rio Grande do Sul, em meados de 1998, tendo o seu primeiro número publicado em 2001. Além de possuir conceito Qualis A1 na área de Direito, a revista encontra-se indexada na Latindex, no  sumários.org, e no IBICT-CCN. Seu identificador internacional é ISSN 1676-8698. 